# Mikrowaga kwarcowa
Mikrowaga kwarcowa (ang. quartz crystal microbalance, w użyciu są akronimy QCM lub rzadziej QMB). Rodzaj czujnika przeznaczonego do detekcji bardzo małych zmian masy. Nazwa mikrowaga jest analogią do wagi szalkowej.

Mikrowaga kwarcowa bez obciążenia

Mikrowaga kwarcowa obustronnie obciążona

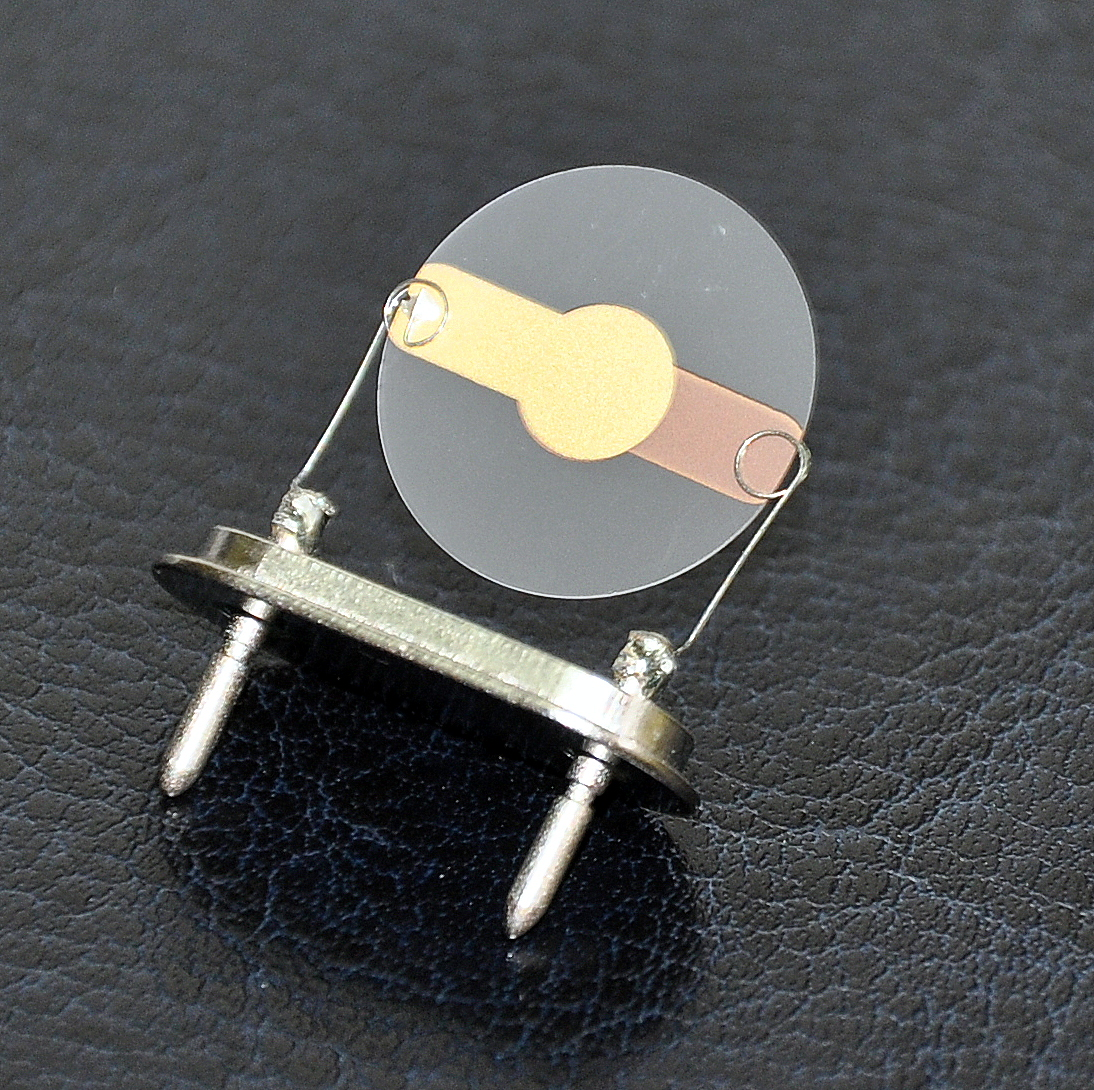
Kryształek kwarcowy z napylonymi złotymi elektrodami

Mikrowaga kwarcowa to w istocie zwykły rezonator kwarcowy pracujący z drganiami ścinającymi. Nałożenie na jedną lub obydwie poprzecznie drgające powierzchnie rezonatora pewnej masy obciążającej powoduje obniżenie jego częstotliwości rezonansowej (wydłużenie okresu drgań) zgodnie ze wzorem Sauerbreya (jeśli rezonator pracuje w gazie) lub Kanazawy (jeśli rezonator pracuje w cieczy) oraz zmniejszenie amplitudy drgań. Widoczne z boku poglądowe animacje prezentują mikrowagi bez obciążenia oraz obciążoną – dla celów poglądowych, amplitudy znacznie zwiększono natomiast częstotliwości znacznie zmniejszono. W rzeczywistości amplitudy są bardzo małe – rzędu ułamka nm, zaś częstotliwości obejmują zakres od kilku do kilkudziesięciu MHz. Częstotliwość i amplitudę mikrowagi można mierzyć elektronicznie, z tym, że pomiar częstotliwości jest z reguły znacznie precyzyjniejszy (zwykle też mierzy się właśnie ten parametr). Zmiana częstotliwości jest proporcjonalna do zmiany masy.
Mikrowagi kwarcowe wykorzystuje się do pomiaru grubości bardzo cienkich warstw (powierzchnia i gęstość warstwy są znane, zaś masa jest mierzona, co pozwala na obliczenie grubości) oraz detekcji związków chemicznych w cieczach i gazach. Mikrowaga spełnia rolę detektora związków chemicznych kiedy obciążająca ją warstwa (zwykle specjalnie dobrany polimer) jest zdolna do selektywnej sorpcji cząstek z otoczenia. Spadek częstotliwości drgań mikrowagi jest wtedy proporcjonalny do masy cząstek ulegających sorpcji.
Mikrowaga kwarcowa umożliwia detekcję cząstek na poziomie ppm zależnie od swojej częstotliwości środkowej oraz masy molowej cząstek. Wartości mas oznaczanych za pomocą QCM mogą być rzędu 0,1 ng = 10-10 g. Sorpcja i desorpcja cząstek podlega w tym wypadku prawu podziału Nernsta, co oznacza, że tego typu czujnik może pracować w sposób odwracalny. Mikrowagi kwarcowe mogą służyć do konstrukcji elektronicznych nosów. Alternatywą dla tego typu detektorów są czujniki z akustyczną falą powierzchniową.